# Iwogumoa songminjae
Iwogumoa songminjae is een spinnensoort in de taxonomische indeling van de nachtkaardespinnen (Amaurobiidae).
Het dier behoort tot het geslacht Iwogumoa. De wetenschappelijke naam van de soort werd voor het eerst geldig gepubliceerd in 1969 door Kap Yong Paik & Takeo Yaginuma.